# Chessable
Chessable（チェッサブル）とは、Play Magnus Groupsの提供しているチェスのウェブサービスの１つである。

## 概要
チェスの学習サイト

## 特徴
コンピュータのガイドに従って指すことにより、攻め筋を学習することができる。オープニングやエンディング、タクティクスなどのコースを選択し、ダッシュボードに入れることにより受講することができる。1手ずつガイドが表示され、真似をして手を指す。学習の最後には通しで指していくが間違えると3回手筋を指し直す必要がある。
有料コンテンツだが一部無料。コースは買い切りだが、プロプラン（月額サービス）に加入することで割引でコースを購入することができる。